# 伴伝兵衛
伴 伝兵衛（ばん でんべい）は、いち早く江戸日本橋に進出した近江商人、屋号は江戸で『近江屋』、八幡で『扇屋』。歴代当主が襲名した名称。伴伝兵衛家は西川甚五郎家・森五郎兵衛家と共に八幡御三家とされる（資料によっては伴伝兵衛に替わり西川庄六家が入るものもある）。
歴代当主
- 伴太郎左衛門尉資家：近江国甲賀郡（後の伴谷村、現滋賀県甲賀市水口町）の郷士より織田信長に従い天正10年（1582年）本能寺において討死。
- 伴伝兵衛 (初代)資則：武士を捨て行商を行い、大名屋敷御用を得た。慶長15年（1610年）近江商人の中で最も初期の段階に江戸出店を行った。
- 伴伝兵衛 (2代)：正月名物近江屋の松飾。
- 伴伝兵衛 (7代)：御朱印騒動解決に尽力。
- 菩提寺は深川の心行寺。